# 見能林駅
見能林駅（みのばやしえき）は、徳島県阿南市見能林町清水山東にある、四国旅客鉄道（JR四国）牟岐線の駅である。駅番号はM13。徳島県及び四国の最東端の駅である。

## 概要
元は見能林村（その後合併して富岡町、更に合併して阿南市に）の玄関口として設けられた。今は阿南の市街地の外れという感じである。駅の規模の割には利用客が多い。阿南工業高等専門学校の最寄駅で、高専生の利用が多い。

## 歴史

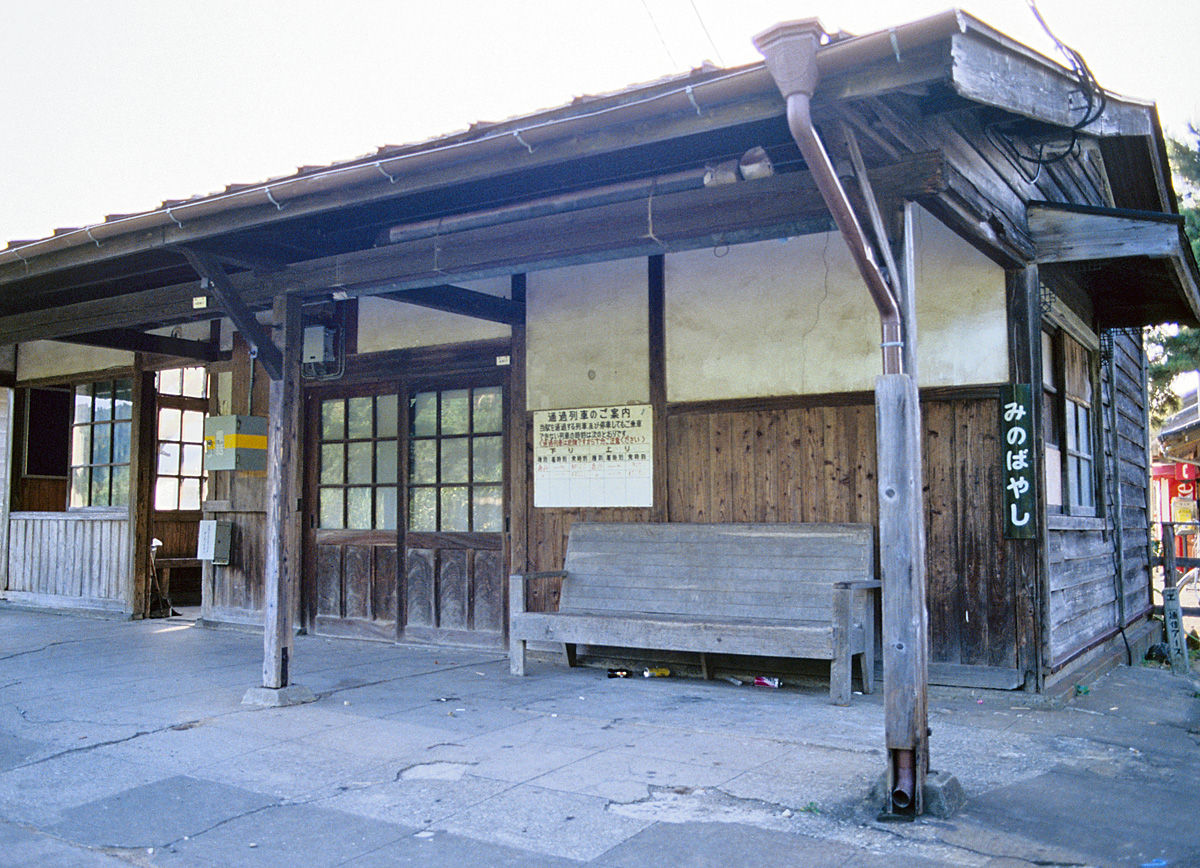
消失前の駅舎（1985年）

- 1936年（昭和11年）3月27日：開業[2]。
- 1959年（昭和34年）3月1日：業務委託駅となる[3]。
- 1970年（昭和45年）4月1日：貨物取扱廃止[2]。
- 1972年（昭和47年）10月1日：荷物扱い廃止[2][4]。駅員無配置駅となる[5][6]。
- 1986年（昭和61年）夏：駅舎が失火で焼失。
- 1987年（昭和62年）4月1日：国鉄分割民営化によりJR四国の駅となる[2]。
- 2009年（平成21年）3月27日：粟飯原商店（乗車券を委託発売していた駅前の雑貨店）閉店[要出典]。

## 駅構造
ホームは単式1面1線である。駅舎はかつて存在したが、1986年の夏頃に不審火で焼失し、現在に至るまで再建されていない。ホーム上に簡易待合所がある。
2009年3月31日までは簡易委託駅だった。

## 駅周辺
教育施設
- 阿南市立見能方保育所
- 阿南市立見能林幼稚園
- 阿南市立見能林小学校
- 阿南市立阿南中学校
- 阿南工業高等専門学校

郵便局・金融機関
- 日本郵便見能林郵便局
- 阿波銀行見能林支店
- 阿南信用金庫見能林駅前支店

その他
- 北の脇海水浴場 - 毎年3月から11月まで観光地引網が行われている。
- 八幡神社
- 林崎正八幡神社
- 千福寺（高野山真言宗）

道路
- 徳島県道130号大林津乃峰線（旧国道55号）
- 徳島県道174号見能林停車場線
- 徳島県道193号中林港線
- 津峯スカイライン

### バス路線
徳島県道130号線沿いに「見能林駅前」停留所があり、徳島バスと徳島バス南部の各路線が経由する。
徳島バス
- 橘線
- 加茂谷線
- 椿泊線
- 橘営業所線

徳島バス南部
- 丹生谷線

## 隣の駅
四国旅客鉄道（JR四国）
■牟岐線
■普通
阿南駅 (M12) - 見能林駅 (M13) - 阿波橘駅 (M14)